# Mj 로드리게즈
Mj 로드리게즈(Mj Rodriguez, 1991년 1월 7일 ~ )는 미국의 배우, 가수이며, 트랜스젠더 여성이다. 드라마 《포즈》를 통해 골든 글로브상 TV 극드라마 부문 여우주연상을 수상하여 골든 글로브상을 수상한 최초의 트랜스젠더 배우가 되었다.

## 영화
- 새터데이 처치
- 틱, 틱... 붐! (영화)

## 텔레비전
- 간호사 재키
- 캐리 다이어리 (드라마)
- 루크 케이지 (드라마)
- 포즈 (드라마)

## 연극
- 렌트 (뮤지컬)